# Německá hokejová reprezentace
Německá hokejová reprezentace reprezentuje Německo v ledním hokeji. Je řízena Německým svazem ledního hokeje. Poprvé se vážnější mezinárodní soutěže zúčastnila na mistrovství Evropy v hokeji v roce 1911.
Od konce druhé světové války až do roku 1991 existovaly v důsledku rozdělení země dvě německé reprezentace: „západoněmecká“ (reprezentovala Německou spolkovou republiku) a „východoněmecká“ (NDR). V roce 1991 byly týmy a hráči západního a východního Německa sloučeny do jednoho týmu.
Největšími úspěchy německé hokejové reprezentace jsou stříbrné medaile ze ZOH 2018 a Mistrovství světa v ledním hokeji 1930, 1953 (západoněmecká reprezentace) a 2023.

## Historie

### Západní Německo
Největší úspěch západoněmeckého týmu přišel v roce 1976 na zimních olympijských hrách, kdy tým hrál 2–3–0 a získal bronzovou medaili. Švédské a kanadské týmy, tradičně dvě hokejové velmoci, bojkotovaly hry v roce 1976 na protest proti amatérským pravidlům, která umožňovala zemím východního bloku vysílat své nejlepší hráče a zároveň bránila západním národům, aby dělaly totéž.
Vítězství západního Německa na hrách 1976 se uskutečnilo proti Spojeným státům (4–1) a Polsku (7–4).
V roce 1980 se týmu tolik nedařilo a v předkole vyhrál pouze jeden zápas, což mu bránilo v postupu. Skončili 10. z 12.
V roce 1984 byl tým pozván na Kanadský pohár. V roce 1991 znamenalo znovusjednocení východního a západního Německa zapojení hráčů z bývalého východního Německa.

## Galerie dresů reprezentace
| 1992–1993 | ZOH 1994 | ZOH 1998 | MS 1998 | MS 1999–2000 | ZOH 2018 |
| \| \|     |          |          |         |              |          |
|           |          |          |         |              |          |

| MS 2018 | ZOH 2022 | MS 2022 |
|         |          |         |

## Lední hokej na olympijských hrách

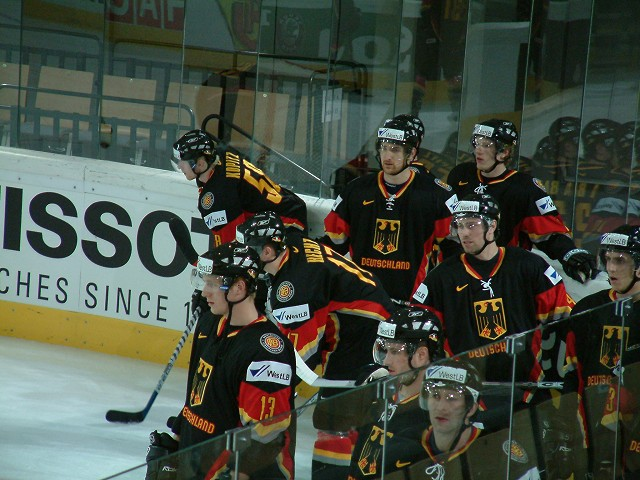
Němečtí hokejisté v černých dresech na Mistrovství světa v ledním hokeji 2005 ve Vídni.

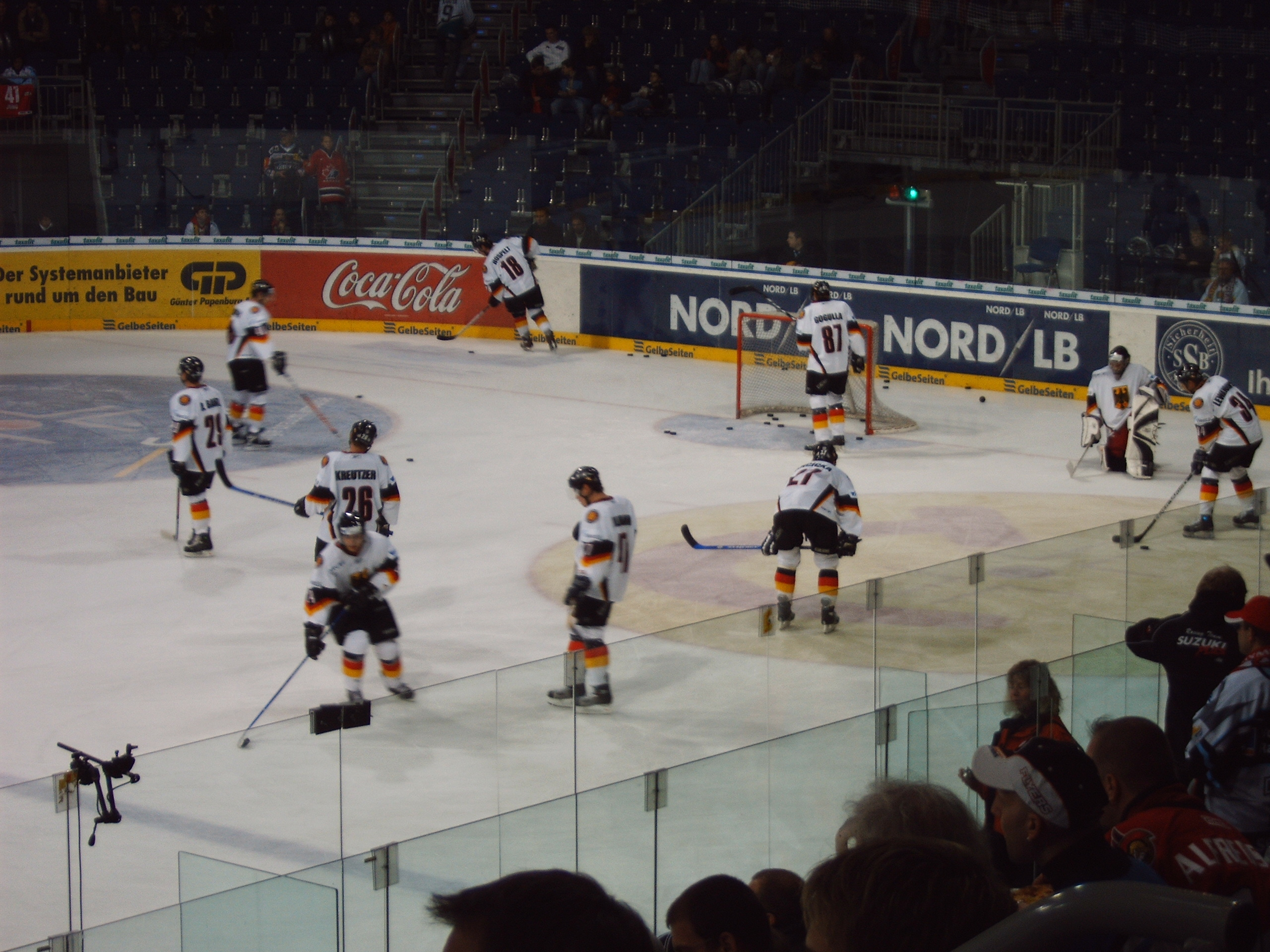
Němečtí hokejisté v bílých dresech na Deutschland Cupu 2006 v Hannoveru.

| Hokej na ZOH | Místo ZOH                           | Umístění         | Soupisky |
| ------------ | ----------------------------------- | ---------------- | -------- |
| LOH 1920     | Belgie Antverpy                     | Ne               |          |
| ZOH 1924     | Francie Chamonix                    | Ne               |          |
| ZOH 1928     | Švýcarsko Svatý Mořic               | 9. místo         | Soupiska |
| ZOH 1932     | USA Lake Placid                     | Bronzová medaile | Soupiska |
| ZOH 1936     | Německá říše Garmisch-Partenkirchen | 5. místo         | Soupiska |
| ZOH 1948     | Švýcarsko Svatý Mořic               | Ne               |          |
| ZOH 1952     | Norsko Oslo                         | 8. místo         | Soupiska |
| ZOH 1956     | Itálie Cortina d'Ampezzo            | 6. místo         | Soupiska |
| ZOH 1960     | USA Squaw Valley                    | 6. místo         | Soupiska |
| ZOH 1964     | Rakousko Innsbruck                  | 7. místo         | Soupiska |
| ZOH 1968     | Francie Grenoble                    | 7. místo         | Soupiska |
| ZOH 1972     | Japonsko Sapporo                    | 7. místo         | Soupiska |
| ZOH 1976     | Rakousko Innsbruck                  | Bronzová medaile | Soupiska |
| ZOH 1980     | USA Lake Placid                     | 10. místo        | Soupiska |
| ZOH 1984     | Jugoslávie Sarajevo                 | 5. místo         | Soupiska |
| ZOH 1988     | Kanada Calgary                      | 5. místo         | Soupiska |
| ZOH 1992     | Francie Albertville                 | 6. místo         | Soupiska |
| ZOH 1994     | Norsko Lillehammer                  | 7. místo         | Soupiska |
| ZOH 1998     | Japonsko Nagano                     | 9. místo         | Soupiska |
| ZOH 2002     | USA Salt Lake City                  | 8. místo         | Soupiska |
| ZOH 2006     | Itálie Turín                        | 10. místo        | Soupiska |
| ZOH 2010     | Kanada Vancouver                    | 11. místo        | Soupiska |
| ZOH 2014     | Rusko Soči                          | Ne               |          |
| ZOH 2018     | Jižní Korea Pchjongčchang           | Stříbrná medaile | Soupiska |
| ZOH 2022     | Čína Peking                         | 10. místo        | Soupiska |
| ZOH – 2026   | Itálie Milán                        |                  | Soupiska |

## Mistrovství světa
- skupina B nebo • divize 1
- Legenda: červené podbarvení - sestup, zelené podbarvení - postup, fialové podbarvení - reorganizace, změna skupiny či soutěže

- 1952 – 8. místo
- 1953 – Stříbrná medaile za 2. místo
- 1954 – 5. místo
- 1955 – 6. místo
- 1956 – 6. místo
- 1959 – 7. místo
- 1960 – 6. místo
- 1961 – 8. místo
- 1962 – 6. místo
- 1963 – 7. místo
- 1964 – 7. místo
- 1965 – 3. místo ve skupině B
- 1966 – 1. místo ve skupině B (postup)
- 1967 – 8. místo (sestup)
- 1968 – 7. místo
- 1969 – 4. místo ve skupině B
- 1970 – 2. místo ve skupině B (postup)
- 1971 – 5. místo
- 1972 – 5. místo
- 1973 – 6. místo (sestup)
- 1974 – 3. místo ve skupině B
- 1975 – 2. místo ve skupině B (postup)
- 1976 – 6. místo
- 1977 – 7. místo
- 1978 – 5. místo
- 1979 – 6. místo
- 1981 – 7. místo
- 1982 – 6. místo
- 1983 – 5. místo
- 1985 – 7. místo
- 1986 – 7. místo
- 1987 – 6. místo
- 1989 – 7. místo
- 1990 – 7. místo

| Hokej na MS | Místo turnaje                                  | Umístění                         | Soupiska                         |
| ----------- | ---------------------------------------------- | -------------------------------- | -------------------------------- |
| MS 1992     | ČSFR (Praha, Bratislava)                       | 6. místo                         | Soupiska                         |
| MS 1993     | SRN (Dortmund, Mnichov)                        | 5. místo                         | Soupiska                         |
| MS 1994     | Itálie (Canezei, Bolzano, Milán)               | 9. místo                         | Soupiska                         |
| MS 1995     | Švédsko (Stockholm)                            | 9. místo                         | Soupiska                         |
| MS 1996     | Rakousko (Vídeň)                               | 8. místo                         | Soupiska                         |
| MS 1997     | Finsko (Helsinky, Turku, Tampere)              | 11. místo                        | Soupiska                         |
| MS 1998     | Švýcarsko (Curych, Basilej)                    | 11. místo                        |                                  |
| MS 1999 B   | Dánsko (Odense)                                | 4. místo                         |                                  |
| MS 2000 B   | Polsko (Katovice)                              | Zlatá medaile                    |                                  |
| MS 2001     | Německo (Norimberk, Kolín nad Rýnem, Hannover) | 8. místo                         |                                  |
| MS 2002     | Švédsko (Göteborg, Jönköping, Karlstad)        | 8. místo                         |                                  |
| MS 2003     | Finsko (Helsinky)                              | 6. místo                         |                                  |
| MS 2004     | Česko (Praha, Ostrava)                         | 9. místo                         |                                  |
| MS 2005     | Rakousko (Vídeň, Innsbruck)                    | 15. místo (sestup)               |                                  |
| MS 2006 D1  | Francie                                        | místo (postup)                   |                                  |
| MS 2007     | Rusko (Moskva , Petrohrad)                     | 9. místo                         |                                  |
| MS 2008     | Kanada (Québec, Halifax)                       | 10. místo                        |                                  |
| MS 2009     | Švýcarsko (Bern, Kloten)                       | 15. místo (sestup)               |                                  |
| MS 2010     | Německo (Kolín nad Rýnem a Mannheim)           | 4. místo                         |                                  |
| MS 2011     | Slovensko (Bratislava a Košice)                | 7. místo                         | soupiska                         |
| MS 2012     | Finsko a Švédsko (Helsinky, Stockholm)         | 12. místo                        | soupiska                         |
| MS 2013     | Švédsko a Finsko (Helsinky, Stockholm)         | 9. místo                         | soupiska                         |
| MS 2014     | Bělorusko (Minsk)                              | 14. místo                        | soupiska                         |
| MS 2015     | Česko (Praha, Ostrava)                         | 10. místo                        | soupiska                         |
| MS 2016     | Rusko (Moskva, Petrohrad)                      | 7. místo                         | soupiska                         |
| MS 2017     | Německo (Kolín nad Rýnem) a Francie (Paříž)    | 8. místo                         | soupiska                         |
| MS 2018     | Dánsko (Herning)                               | 11. místo                        | soupiska                         |
| MS 2019     | Slovensko (Bratislava, Košice)                 | 6. místo                         | soupiska                         |
| MS 2020     | Švýcarsko (Curych, Lausanne)                   | Zrušeno kvůli pandemii covidu-19 | Zrušeno kvůli pandemii covidu-19 |
| MS 2021     | Lotyšsko (Riga)                                | 4. místo                         | soupiska                         |
| MS 2022     | Finsko Helsinky a Tampere                      | 7. místo                         | soupiska                         |
| MS 2023     | Lotyšsko a Finsko (Riga, Tampere)              | Stříbrná medaile                 | Soupiska                         |
| MS 2024     | (Praha, Ostrava)                               | 6. místo                         | Soupiska                         |
| MS 2025     | Švédsko a Dánsko (Stockholm, Herning)          | 9. místo                         | Soupiska                         |

## Světový pohár
| Rok     | Místa turnaje                                                                                           | Umístění |
| ------- | --- | -------- |
| SP 1996 | Stockholm, Helsinky, Praha, Garmisch-Partenkirchen, Ottawa, Philadelphia, Montreal, Vancouver, New York | 6. místo |
| SP 2004 | Helsinky, Stockholm, Montreal, Kolín nad Rýnem, Saint Paul, Praha, Toronto                              | 8. místo |

## Významné osobnosti

### Hráči
- Lorenz Funk
- Erich Kühnhackl
- Alois Schloder

### Trenéři
- Vladimír Bouzek
- Xaver Unsinn